# Hrabstwo Suffolk (Massachusetts)
Hrabstwo Suffolk (ang. Suffolk County) – hrabstwo w stanie Massachusetts w Stanach Zjednoczonych. Obszar całkowity hrabstwa obejmuje powierzchnię 120,19 mil² (311,29 km²). Według szacunków United States Census Bureau w roku 2009 miało 753 580 mieszkańców.
Hrabstwo powstało w 1643 roku.

## Miasta
- Boston
- Chelsea
- Revere
- Winthrop[4].

| Populacja hrabstwa w poprzednich latach | Populacja hrabstwa w poprzednich latach |
| Rok                                     | Liczba ludności                         |
| --------------------------------------- | --------------------------------------- |
| 1980                                    | 649 651                                 |
| 1990                                    | 663 906                                 |
| 2000                                    | 689 807                                 |
| 2005                                    | 654 428                                 |